# Paramartyria chekiangella
Paramartyria chekiangella is een vlinder uit de familie van de oermotten (Micropterigidae). De wetenschappelijke naam van de soort is voor het eerst geldig gepubliceerd in 1982 door Kaltenbach & Speidel.